# Улястрель
Улястре́ль (кат. Ullastrell) - муніципалітет, розташований в Автономній області Каталонія, в Іспанії. Код муніципалітету за номенклатурою Інституту статистики Каталонії - 82900. Знаходиться у районі (кумарці) Бальєс-Уксідантал (коди району - 40 та VC) провінції Барселона, згідно з новою адміністративною реформою перебуватиме у складі Баґарії (округи) Барселона. 

## Населення
Населення міста (у 2007 р.) становить 1.687 осіб (з них менше 14 років - 19,3%, від 15 до 64 - 68,3%, понад 65 років - 12,4%). У 2006 р. народжуваність склала 38 осіб, смертність - 15 осіб, зареєстровано 7 шлюбів. У 2001 р. активне населення становило 694 особи, з них безробітних - 38 осіб.

Серед осіб, які проживали на території міста у 2001 р., 1.110 народилися в Каталонії (з них 846 осіб у тому самому районі, або кумарці), 113 осіб приїхало з інших областей Іспанії, а 29 осіб приїхало з-за кордону. 

Університетську освіту має 13% усього населення. 

У 2001 р. нараховувалося 405 домогосподарств (з них 11,6% складалися з однієї особи, 25,4% з двох осіб,22% з 3 осіб, 29,6% з 4 осіб, 7,7% з 5 осіб, 2,7% з 6 осіб, 0,5% з 7 осіб, 0,2% з 8 осіб і 0,2% з 9 і більше осіб).

Активне населення міста у 2001 р. працювало у таких сферах діяльності : у сільському господарстві - 4%, у промисловості - 27%, на будівництві - 8,8% і у сфері обслуговування - 60,2%. 

 У муніципалітеті або у власному районі (кумарці) працює 267 осіб, поза районом - 502 особи.

### Доходи населення
У 2002 р. доходи населення розподілялися таким чином :
| \| Доходи населення за статтями доходів \| Доходи населення за статтями доходів \| Доходи населення за статтями доходів \| \| Рік \| 2002 р. \| 2001 р. \| \| ------------------------------------ \| ------------------------------------ \| ------------------------------------ \| \| Заробітна платня \| -% \| -% \| \| Доходи від ведення бізнесу \| -% \| -% \| \| Соціальна допомога \| -% \| -% \| |         |         |
| Доходи населення за статтями доходів |         |         |
| Рік | 2002 р. | 2001 р. |
| Заробітна платня | -%      | -%      |
| Доходи від ведення бізнесу | -%      | -%      |
| Соціальна допомога | -%      | -%      |

### Безробіття
У 2007 р. нараховувалося 47 безробітних (у 2006 р. - 50 безробітних), з них чоловіки становили 31,9%, а жінки - 68,1%.

## Економіка
У 1996 р. валовий внутрішній продукт розподілявся по сферах діяльності таким чином :
| \| Валовий внутрішній продукт \| Валовий внутрішній продукт \| Валовий внутрішній продукт \| \| Рік \| 1996 р. \| 1991 р. \| \| -------------------------- \| -------------------------- \| -------------------------- \| \| Сільське господарство \| -% \| -% \| \| Промисловість \| -% \| -% \| \| Будівництво \| -% \| -% \| \| Послуги \| -% \| -% \| |         |         |
| Валовий внутрішній продукт |         |         |
| Рік | 1996 р. | 1991 р. |
| Сільське господарство | -%      | -%      |
| Промисловість | -%      | -%      |
| Будівництво | -%      | -%      |
| Послуги | -%      | -%      |

### Підприємства міста

#### Промислові підприємства
| \| Промислові підприємства міста, за сферою діяльності \| Промислові підприємства міста, за сферою діяльності \| Промислові підприємства міста, за сферою діяльності \| \| Рік \| 2002 р. \| 2001 р. \| \| --------------------------------------------------- \| --------------------------------------------------- \| --------------------------------------------------- \| \| Енергетичні та водні ресурси \| 5,3% \| 5% \| \| Хімія та метали \| 5,3% \| 5% \| \| Переробка металів \| 21,1% \| 15% \| \| Продукти харчування \| 21,1% \| 20% \| \| Текстиль \| 15,8% \| 15% \| \| Виробництво меблів, видання \| 21,1% \| 30% \| \| Інше \| 10,5% \| 10% \| \| Усього підприємств \| 19 \| 20 \| |         |         |
| Промислові підприємства міста, за сферою діяльності |         |         |
| Рік | 2002 р. | 2001 р. |
| Енергетичні та водні ресурси | 5,3%    | 5%      |
| Хімія та метали | 5,3%    | 5%      |
| Переробка металів | 21,1%   | 15%     |
| Продукти харчування | 21,1%   | 20%     |
| Текстиль | 15,8%   | 15%     |
| Виробництво меблів, видання | 21,1%   | 30%     |
| Інше | 10,5%   | 10%     |
| Усього підприємств | 19      | 20      |

#### Роздрібна торгівля
| \| Підприємства роздрібної торгівлі міста, за сферою діяльності \| Підприємства роздрібної торгівлі міста, за сферою діяльності \| Підприємства роздрібної торгівлі міста, за сферою діяльності \| \| Рік \| 2002 р. \| 2001 р. \| \| ------------------------------------------------------------ \| ------------------------------------------------------------ \| ------------------------------------------------------------ \| \| Продукти харчування \| 60% \| 60% \| \| Одяг та взуття \| 0% \| 0% \| \| Товари для дому \| 0% \| 0% \| \| Книги та періодичні видання \| 0% \| 0% \| \| Промислова хімічна продукція \| 10% \| 10% \| \| Продукція, пов'язана з транспортними засобами \| 10% \| 0% \| \| Інше \| 20% \| 30% \| \| Усього підприємств \| 10 \| 10 \| |         |         |
| Підприємства роздрібної торгівлі міста, за сферою діяльності |         |         |
| Рік | 2002 р. | 2001 р. |
| Продукти харчування | 60%     | 60%     |
| Одяг та взуття | 0%      | 0%      |
| Товари для дому | 0%      | 0%      |
| Книги та періодичні видання | 0%      | 0%      |
| Промислова хімічна продукція | 10%     | 10%     |
| Продукція, пов'язана з транспортними засобами | 10%     | 0%      |
| Інше | 20%     | 30%     |
| Усього підприємств | 10      | 10      |

#### Сфера послуг
| \| Підприємства міста, що працюють у сфері послуг, за діяльністю \| Підприємства міста, що працюють у сфері послуг, за діяльністю \| Підприємства міста, що працюють у сфері послуг, за діяльністю \| \| Рік \| 2002 р. \| 2001 р. \| \| ------------------------------------------------------------- \| ------------------------------------------------------------- \| ------------------------------------------------------------- \| \| Гуртова торгівля \| 27% \| 27,3% \| \| Готелі та готельний бізнес \| 13,5% \| 18,2% \| \| Транспорт та зв'язок \| 10,8% \| 9,1% \| \| Посередницькі фінансові послуги \| 2,7% \| 3% \| \| Послуги підприємствам \| 0% \| 0% \| \| Послуги фізичним особам \| 35,1% \| 36,4% \| \| Нерухомість та ін. \| 10,8% \| 6,1% \| \| Усього підприємств \| 37 \| 33 \| |         |         |
| Підприємства міста, що працюють у сфері послуг, за діяльністю |         |         |
| Рік | 2002 р. | 2001 р. |
| Гуртова торгівля | 27%     | 27,3%   |
| Готелі та готельний бізнес | 13,5%   | 18,2%   |
| Транспорт та зв'язок | 10,8%   | 9,1%    |
| Посередницькі фінансові послуги | 2,7%    | 3%      |
| Послуги підприємствам | 0%      | 0%      |
| Послуги фізичним особам | 35,1%   | 36,4%   |
| Нерухомість та ін. | 10,8%   | 6,1%    |
| Усього підприємств | 37      | 33      |

## Житловий фонд
У 2001 р. 1,5% усіх родин (домогосподарств) мали житло метражем до 59 м2, 21,2% - від 60 до 89 м2, 26,7% - від 90 до 119 м2 і
50,6% - понад 120 м2.

З усіх будівель у 2001 р. 54,5% було одноповерховими, 31,3% - двоповерховими, 13,1
% - триповерховими, 0,9% - чотириповерховими, 0,2% - п'ятиповерховими, 0% - шестиповерховими,
0% - семиповерховими, 0% - з вісьмома та більше поверхами.

## Автопарк
| \| Автомобілі, зареєстровані у місті, за призначенням \| Автомобілі, зареєстровані у місті, за призначенням \| Автомобілі, зареєстровані у місті, за призначенням \| \| Рік \| 2006 р. \| 2005 р. \| \| -------------------------------------------------- \| -------------------------------------------------- \| -------------------------------------------------- \| \| Приватні автомобілі \| 65,2% \| 65,6% \| \| Мотоцикли \| 10,3% \| 9,3% \| \| Вантажівки \| 22,3% \| 22,8% \| \| Трактори \| 0,2% \| 0,2% \| \| Автобуси та ін. \| 2,1% \| 2% \| \| Усього автомобілів \| 1.146 шт. \| 1.074 шт. \| |           |           |
| Автомобілі, зареєстровані у місті, за призначенням |           |           |
| Рік | 2006 р.   | 2005 р.   |
| Приватні автомобілі | 65,2%     | 65,6%     |
| Мотоцикли | 10,3%     | 9,3%      |
| Вантажівки | 22,3%     | 22,8%     |
| Трактори | 0,2%      | 0,2%      |
| Автобуси та ін. | 2,1%      | 2%        |
| Усього автомобілів | 1.146 шт. | 1.074 шт. |

## Вживання каталанської мови
У 2001 р. каталанську мову у місті розуміли 98,8% усього населення (у 1996 р. - 98,9%), вміли говорити нею 88,9% (у 1996 р. - 
91,9%), вміли читати 87,4% (у 1996 р. - 89,2%), вміли писати 66,6
% (у 1996 р. - 68,3%). Не розуміли каталанської мови 1,2%.

## Політичні уподобання
У виборах до Парламенту Каталонії у 2006 р. взяло участь 811 осіб (у 2003 р. - 808 осіб). Голоси за політичні сили розподілилися таким чином:
| \| Вибори до Парламенту Каталонії \| Вибори до Парламенту Каталонії \| Вибори до Парламенту Каталонії \| \| Рік \| 2006 р. \| 2003 р. \| \| -------------------------------------- \| ------------------------------ \| ------------------------------ \| \| Конвергенція та Єднання (CiU) \| 45,7% \| 46% \| \| Соціалістична партія Каталонії (PSC) \| 15,9% \| 14,9% \| \| Народна партія (PP) \| 3,2% \| 5,4% \| \| Ініціатива за зелену Каталонію (IC) \| 8,9% \| 5,4% \| \| Республіканська лівиця Каталонії (ERC) \| 22,7% \| 27,7% \| \| Громадянська партія (C's) \| 1,8% \| 0% \| \| Інші \| 1,7% \| 0,5% \| |         |         |
| Вибори до Парламенту Каталонії |         |         |
| Рік | 2006 р. | 2003 р. |
| Конвергенція та Єднання (CiU) | 45,7%   | 46%     |
| Соціалістична партія Каталонії (PSC) | 15,9%   | 14,9%   |
| Народна партія (PP) | 3,2%    | 5,4%    |
| Ініціатива за зелену Каталонію (IC) | 8,9%    | 5,4%    |
| Республіканська лівиця Каталонії (ERC) | 22,7%   | 27,7%   |
| Громадянська партія (C's) | 1,8%    | 0%      |
| Інші | 1,7%    | 0,5%    |

У муніципальних виборах у 2007 р. взяло участь 861 особа (у 2003 р. - 841 особа). Голоси за політичні сили розподілилися таким чином:
| \| Муніципальні вибори \| Муніципальні вибори \| Муніципальні вибори \| \| Рік \| 2007 р. \| 2003 р. \| \| -------------------------------------- \| ------------------- \| ------------------- \| \| Конвергенція та Єднання (CiU) \| 28,9% \| 32,5% \| \| Соціалістична партія Каталонії (PSC) \| 18% \| 19,4% \| \| Народна партія (PP) \| 1,3% \| 1% \| \| Ініціатива за зелену Каталонію (IC) \| 0% \| 0% \| \| Республіканська лівиця Каталонії (ERC) \| 33,1% \| 25,1% \| \| Громадянська партія (C's) \| 0% \| 0% \| \| Інші \| 18,7% \| 22,1% \| |         |         |
| Муніципальні вибори |         |         |
| Рік | 2007 р. | 2003 р. |
| Конвергенція та Єднання (CiU) | 28,9%   | 32,5%   |
| Соціалістична партія Каталонії (PSC) | 18%     | 19,4%   |
| Народна партія (PP) | 1,3%    | 1%      |
| Ініціатива за зелену Каталонію (IC) | 0%      | 0%      |
| Республіканська лівиця Каталонії (ERC) | 33,1%   | 25,1%   |
| Громадянська партія (C's) | 0%      | 0%      |
| Інші | 18,7%   | 22,1%   |